# ميلاد رباني
ميلاد رباني (بالفارسية: میلاد ربانی) هو لاعب كرة قدم إيراني في مركز الدفاع، ولد في 26 يناير 1993 في دزفول في إيران. لعب مع نادي استقلال أهواز ونادي استقلال خوزستان ونادي نيروي زميني.